# Thea Tanner
Louise Dorothea (Thea) Tanner, född 2 maj 1920 i Göteborg, död 11 mars 2019 i Borås, var en svensk målare, tecknare och textilkonstnär.
Hon var dotter till bergsingenjören Gustaf Tanner och Else Mathilde Elisabeth Harbeck och gift med ingenjören John Eriksson. Tanner studerade vid Tekniska skolan och Högre konstindustriella skolan i Stockholm 1937–1942 och krokiteckning och målning vid Akademie Wabel i Zürich 1946. Som Svenska slöjdföreningens stipendiat genomförde hon en studieresa till Frankrike 1946. Separat ställde hon bland annat ut på Borås konstmuseum. Tillsammans med John Eriksson ställde hon ut på Borås konstgalleri och hon medverkade i Nationalmuseums utställning Unga tecknare och samlingsutställningar på Röhsska konstslöjdmuseet och Borås konstmuseum. Hennes konst består huvudsakligen av olika textilapplikationer men hon har även målat stilleben och formgivit tapeter. Tanner är representerad med målningar vid Borås konstmuseum.